# 周極星

北半球での周極星は天の北極を中心に回転する。北極星（中心近くの明るい星）は、ほとんど動かない。北極星も周極星であり一年中見えている。図は24時間の星の動きを示しているが、太陽が見える昼間の時間では実際には、もちろん星は見えない。

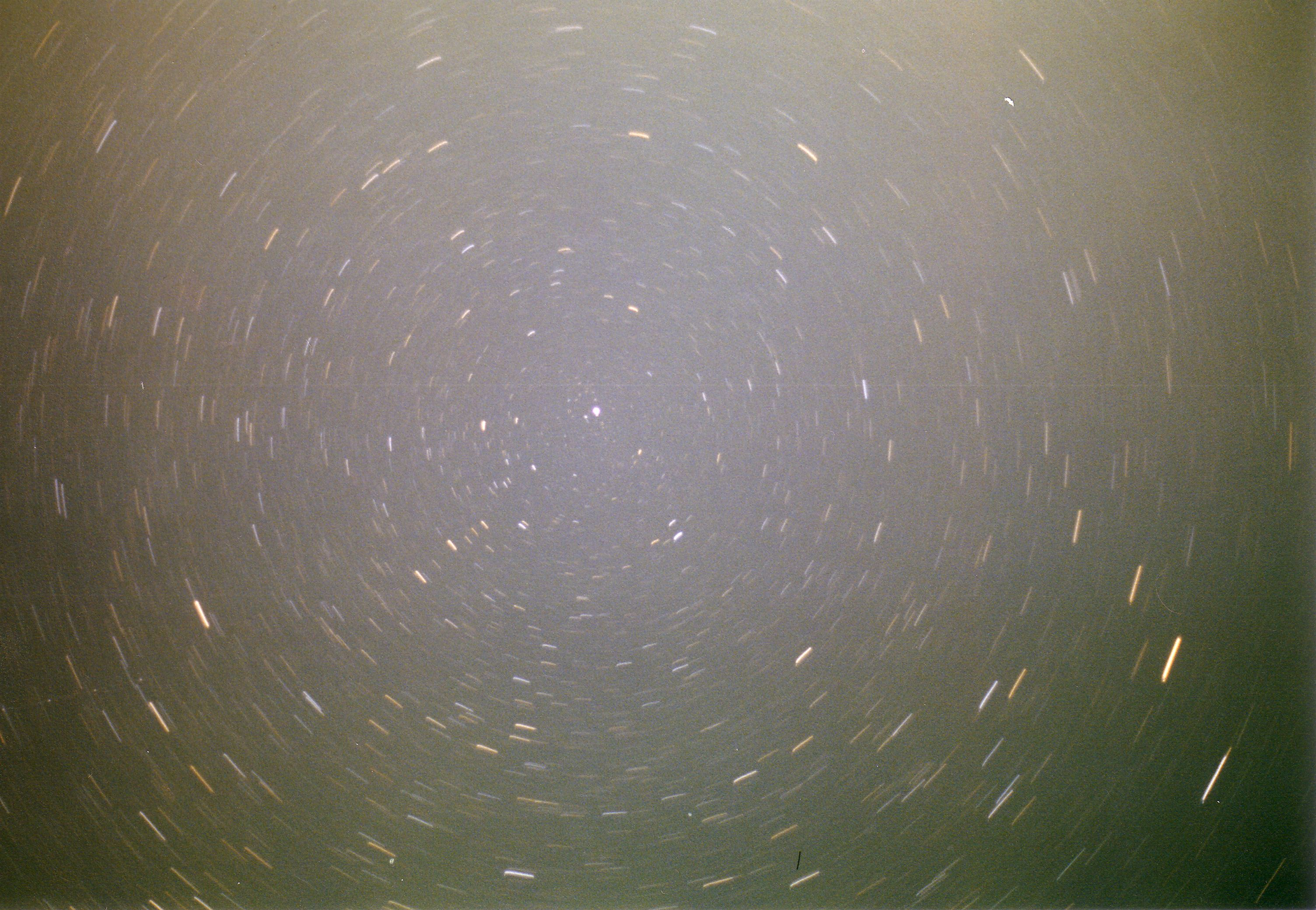
北極星と周極星を長時間シャッターを開けて撮影した写真。長時間の露光でも天の極に近い星はほとんど動かない。

周極星（しゅうきょくせい、英: Circumpolar star）は、地球上のある地点で沈まない星のこと。つまり天の北極または天の南極に近接し絶対地平線下に沈まない星。そのためその地点では何時でも夜の空で見られる。また、太陽光に圧倒されることが無ければ、昼間でも一年中見られる。

## 解説
地球の自転の極により、地上から見える天球にも天の極（北半球では天の北極、南半球では天の南極）がある。夜間、地上から見える星々を一晩観察すると、極を中心にした円周上を移動していくように見える。翌日、昼間は星を見ることができないが、夜になると前日と同じ時刻に再びほぼ同じ位置へ前日見えた星が来る。これを日周運動という。
地球は球体なので、観測者のいる緯度により天の極への仰角が変わる。天の極は、観測者が北極や南極にいれば頭上の真上になり、赤道にいれば地平線に重なってしまう。日周運動により、赤道上の地上では両極を除き全ての星が地平線から昇り地平線に沈んでいく。赤道以外の緯度の地上では、天の北極か天の南極の一方だけが見え、星は地平線から昇り地平線下へ沈んでいくが、いくつかの星は円周の軌跡を描いて地平線下に沈まない。このように、日周運動で地平線下に沈まない星を周極星という。周極星には天の極から延びる子午線の通過（北中と南中）が上下で1日で2度起きることになる。また、円周の軌跡が部分的に地平線下にあって、地平線を昇沈する星を出没星という。北半球では出没星は子午線を通る南中時に仰角が最大となるため、南中時前後の僅かな時間だけ現れる出没星もある。天の北極と周極星が見えているなら、天の南極は見えず南側の地平線下に全く昇ってこない星があることになる。これを全没星ということがある。
地上の緯度が高くなるにつれ、地上から見える周極星の描く軌跡の円は大きくなっていく。周極星は緯度で決まる円の範囲内にあることがわかる。この円の範囲を常現圏、円を上規（または内規）という。全没星の場合、円の範囲を常陰圏、円を下規（または外規）という。地球上の北緯66度33分以北は冬至を中心に、南緯66度33分以南の地点では夏至を中心に極夜となる日があり、晴天であれば周極星は一日中夜空に見ることができる。両極で内規は地平線に沿った極大の円周となり、観測できるほぼ全ての星が周極星となる。逆に赤道上では内規は極小の一点となり実際には周極星が存在せずほぼ全ての星が出没星となる。
日本では、天の北極に近い北極星（現在はポラリス）を中心に全ての星が周回するように見える。このうち、北極星周辺の星々はもちろん、カシオペア座の諸主星や北斗七星を構成する星々の大部分が周極星となる。カノープスは東北地方南部以北では全没星となって見る事ができないが、南半球の中緯度以南、オーストラリアのメルボルンでは周極星となり、アケルナルも九州中部以北では見る事はできないが、オーストラリアのシドニーでは年中沈まない周極星となっている。

## 周極星の定義
周極星は観測者が北半球か南半球か、また観測者のいる緯度によって決まる。天の北極または天の南極の高度は観測者の緯度に等しい。天の極からの角度が観測地点の緯度より小さければ、その星は全て周極星となる。例えば観測者の緯度が北緯45度の場合、天の北極から45度以内にある星が周極星になり、南緯35度で観測する場合は天の南極から35度以内の星が周極星になる。天の赤道上にある星は地球上のどの地点でも周極星になれない。
観測者の緯度とその星の赤緯δが判れば周極星かどうか判断できる。
北天の星の場合、(90° - δ) を計算する。
例えば おおぐま座α星の赤緯は+61°45′で、北緯28°15′より北の地点では周極星になる。
また南天の場合、(90° + δ) を計算する。
例えばケンタウルス座α星の赤緯は-60°50′で、南緯29°10′より南の観測点で周極星になる。
この計算結果は水平線上に現れるかどうかの判定にも使える。
おおぐま座α星は南緯28°15′ (δ - 90°を計算) より北の地点で計算上は空に見ることができる。
同様にケンタウルス座α星は、北緯29°10′(δ + 90°) より南の地点で南の空に見られる。
天の北極に近い星座にある星、例えばカシオペヤ座、ケフェウス座、おおぐま座、こぐま座などは、だいたい北回帰線（北緯23.5度）から北では決して地平線に沈まない周極星である。
同様に、だいたい南回帰線（南緯23.5度）より南では、みなみじゅうじ座、はえ座、みずへび座などの南天にある星座の星々も周極星になる。
ある半球で周極星となる星や星座は反対の半球の高緯度地方では決して水平線より上に昇らず、いつも見られない。例えば南半球で周極星となるみなみじゅうじ座α星はアメリカ合衆国本土の多くの場所では見ることができない。同様に北半球で周極星となる北斗七星を形作る7つの星は南アメリカ大陸・パタゴニア地方のほとんどの地点では見ることが出来ない。
エクアドルの首都であるキトのような、地球の赤道付近にある場所では、周極星座は一つもなくなる。また、ノルウェーのように緯度の高い場所では、周極星座になる星座の数が増える。

### 注訳
1. ↑  地球は自転と同じ回転方向の公転をしているので、地球の自転軸と太陽の方向が少しずつずれていく。再び太陽と同じの方向を向くまでの時間を1日間と定義しているので、地球は1日間に地球の自転1回転＋αの時間分回転し（つまり地球の自転1回転は1日に満たない）、αの時間分だけ星が見える夜がずれる。1年間（365日間）で公転する間に、地球は366回自転し、すれは1周してもとに戻る。αは1日あたり3分56秒で、ずれた分だけ前日と星の位置がずれる（およそ満月の直径の2つ分ほど）。1か月（およそ30日）で 約4分 × 30 = 約120分、天球の角度にして30° 進むことになる。
2. ↑  毎日ほぼ同じ位置へくる星を歴史的に「恒にある星」「恒星」というが、これとは動きが異なり、うろうろと場所を変えているように見える星を歴史的に「惑う星」「惑星」と呼んだ。
3. ↑  太陽は地平線下にあっても大気を照らしているため、極夜の開始近くと終了近くでは夜空は完全には暗くはならない。
4. ↑  ポラリスは赤緯89度15分50.792389秒[2]に位置し、天の北極（= 90 度）には一致していない。そのため北極星もごく小さな円を描いて周回している。さらに、地球の歳差運動のために天の北極も非常にゆっくりだが移動する。詳細は北極星、南極星の項を参照。